# Fornesighe
Fornesighe (Fornegiśe in ladino zoldano) è una frazione del comune italiano di Val di Zoldo, in provincia di Belluno.

## Geografia fisica
Si colloca lungo la strada per il passo Cibiana, presso la valle del torrente Cervegana. È dominata a nord dal Col Dur (2033 m) e a sudest dai contrafforti occidentali del gruppo del Bosconero (Spiz de San Piero, 2084 m).

## Storia
Il toponimo indica chiaramente l'antica presenza di forni e fusine per la lavorazione dei metalli estratti dalle miniere della vicina Val Inferna.
Prima dell'istituzione degli odierni comuni Fornesighe fu sede di una regola comprendente anche Prà, Dozza, Pieve, Cella, Calchera e Casal.

## Monumenti e luoghi d'interesse

### Architettura religiosa
Chiesa di San VitoGià filiale della Pieve di San Floriano e dal 1961 parrocchiale, di questa chiesa si hanno notizie solo dal 1570 ma ha certamente origini più antiche. A partire dal 1727, in base a una richiesta avanzata dai regolieri di Fornesighe un decennio prima, la chiesa viene gradualmente risistemata e ampliata assumendo l'aspetto attuale. A questo periodo risale l'altare maggiore, opera di Giovanni Paolo Gamba Zampol (1761 ca.). Altri lavori si svolsero negli anni 1920: nel 1923 vennero fuse le nuove campane, nel 1927 fu rifatto il tetto e ampliata la sagrestia, nel 1928 si avviò un restauro generale.

### Architettura civile
Antiche case e tabiàFornesighe è un paese caratteristico che conserva ancora l'architettura di montagna tipica dello Zoldano. Tra gli edifici notevoli, si ricordano la bottega dei Traiber "Beretin" (con un murale dell'artista locale Bruno De Pellegrin), casa Arnoldo "Camelin", casa Costantin "Duodi", casa De Pellegrin "Geli", casa Mosena, casa Ros "Thoòt", casa Costantin "Ufithiai" e tabià Toldo-De Pellegrin.
Ex latteriaL'edificio, ubicato nella piazza antistante la chiesa, è oggi sede del Piodech Zoldan, associazione culturale che si occupa della valorizzazione del folklore locale. Gli esterni sono completamente affrescati da Vico Calabrò, mentre gli interni ospitano un museo etnografico che espone attrezzi per la lavorazione del latte, maschere di carnevale (tipica del paese è la gnaga) e una mostra sull'arte dell'intarsio.